# Ben Hallock
Pour les articles homonymes, voir Hallock.
Ben Hallock est un joueur américain de water-polo né le 22 novembre 1997 à Santa Barbara, en Californie. Il a remporté avec l'équipe des États-Unis la médaille de bronze du tournoi masculin aux Jeux olympiques d'été de 2024, organisés à Paris.